# Arthur Norris
Arthur BJ. Norris (¿-?) es un jugador de tenis británico, doble medallista de bronce en los Juegos Olímpicos de París 1900.
En los Juegos Olímpicos de 1900 en París, Norris participa en single y doble. En la primera competición, llegó a las semifinales, ganando la medalla de bronce. En el segundo, con Harold Mahony, volvió a ganar la medalla de bronce.
Después de los Juegos, Norris participó cuatro veces en Wimbledon - 1901, 1902, 1903 y 1904, alcanzando la segunda ronda en tres ocasiones.